# Canadia
Canadia (que significa "de Canadá") es un género de gusanos anélidos extintos con una sola especie, Canadia spinnosa. Medía aproximadamente 3 cm y sus restos fueron hallados en el Esquisto de Burgess. Se conocen 28 ejemplares de Canadia en el Lecho de Filópodos Mayor, donde constituyen el 0,05% de la comunidad.